# Elecciones parlamentarias de Dinamarca de 1960

Mapa de resultados de las elecciones generales de Dinamarca de 1960.

Las elecciones parlamentarias de Dinamarca fueron realizadas el 15 de noviembre de 1960. El Socialdemócratas se posicionó como el partido más grande del Folketing, con 76 de los 179 escaños. La participación electoral fue de un 85.8% en Dinamarca continental, un 57.1% en las Islas Feroe y un 65.8% en Groenlandia.

## Resultados
| Dinamarca                   | Dinamarca | Dinamarca | Dinamarca | Dinamarca |
| Partido                     | Votos     | %         | Escaños   | +/–       |
| --------------------------- | --------- | --------- | --------- | --------- |
| Socialdemócratas            | 1 023 794 | 42.1      | 76        | +6        |
| Venstre                     | 512 041   | 21.1      | 38        | –7        |
| Partido Popular Conservador | 435 764   | 17.9      | 32        | +2        |
| Partido Popular Socialista  | 149 440   | 6.1       | 11        | Nuevo     |
| Partido Social Liberal      | 140 979   | 5.8       | 11        | –3        |
| Partido Independiente       | 81 134    | 3.3       | 6         | +6        |
| Partido Justicia            | 52 330    | 2.2       | 0         | –9        |
| Partido Comunista           | 27 298    | 1.1       | 0         | –6        |
| Partido Schleswig           | 9 058     | 0.4       | 1         | 0         |
| Independientes              | 109       | 0.0       | 0         | 0         |
| Votos en blanco/nulos       | 7 989     | –         | –         | –         |
| Total                       | 2 439 936 | 100       | 175       | 0         |
| Islas Feroe                 |           |           |           |           |
| Partido de la Igualdad      | 3 712     | 34.2      | 1         | +1        |
| Partido Unionista           | 2 391     | 22.0      | 1         | 1         |
| Partido Popular             | 2 158     | 19.9      | 0         | –1        |
| Independientes              | 2 583     | 23.8      | 0         | Nuevo     |
| Votos en blanco/nulos       | 55        | –         | –         | –         |
| Total                       | 10 899    | 100       | 2         | 0         |
| Groenlandia                 |           |           |           |           |
| Independientes              | 8 489     | 100       | 2         | 0         |
| Votos en blanco/nulos       | 71        | –         | –         | –         |
| Total                       | 8 560     | 100       | 2         | 0         |
| Fuente: Nohlen & Stöver     |           |           |           |           |